# Choguel Kokalla Maïga
Choguel Kokalla Maïga (Tabango, 1958) è un politico maliano, dal 28 maggio 2021 primo ministro del Mali ad interim.

## Biografia
Esponente del Movimento Patriottico per il Rinnovamento, è stato ministro dell'industria e del commercio nel governi guidati dai Primi ministri Ahmed Mohamed ag Hamani (dal 2002 al 2004) e Ousmane Issoufi Maïga (dal 2004 al 2007); ha ricoperto la carica di ministro dell'economia, dell'informazione e della comunicazione nell'esecutivo di Modibo Keïta (dal 2015 al 2016).
Si è candidato alle elezioni presidenziali del 2013, ottenendo il 2,3% dei voti; alle successive presidenziali del 2018 ha ricevuto il 2,2%.
Il 28 maggio 2021, subito dopo il colpo di Stato contro N'Daw e Moctar Ouane, Assimi Goïta ha annunciato che la carica di Primo ministro sarebbe tornata a M5. Quest'ultimo nomina Choguel Maïga per l'incarico.
Nel settembre 2021, sul podio dell'Assemblea generale delle Nazioni Unite, Choguel Maïga accusò la Francia di aver abbandonato il Mali decidendo di ritirare la forza Barkhane. Inoltre, non ha apprezzato di non essere stato avvertito dai suoi "partner" Parigi e dall'ONU.